# 독일 NGO
독일에는 개발, 인권, 남북문제에 관여하는 수천개의 NGO들이 활동하고 있다. 이들은 인권을 기초로 학교와 기관에서 지구화에 대한 비판적 관점을 제공하며, 교회입구나 보행자거리에서 제 3세계에서 생산된 농산물을 판매하고, 아프리카 지역 국가들의 외채탕감을 위해 서명운동을 하며, 빈민지역에 학교를 설립하기 위한 기금을 조성한다.

## 독일의 NGO 활동
독일에는 개발, 인권, 남북문제에 관여하는 수천개의 NGO 들이 활동하고 있다. 이들은 인권을 기초로 학교와 기관에서 지구화에 대한 비판적 관점을 제공하며, 교회입구나 보행자거리에서 제 3세계에서 생산된 농산물을 판매하고, 아프리카 지역 국가들의 외채탕감을 위해 서명운동을 하며, 빈민지역에 학교를 설립하기 위한 기금을 조성한다. OECD 통계에 따르면 독일에서는 175,000명이 명예직으로 다양한 개발 NGO에서 남북문제에 종사하고 있지만 규모면에서 상위 10개의 개발 NGO가 전체 기부금과 지원금의 70%를 모집하고 활용하고 있다. 독일에서 규모가 가장 큰 NGO는 가톨릭 원조기구인 Misereor인데 이는 유럽에서도 이태리의 'Caritas' 내지는 영국의 ‘Oxfam'에 이어 두 번째로 큰 규모이다.

## 독일의 NGO 분류
독일정부의 ‘경제협력개발부’는 NGO를 다음의 세가지 조직유형으로 구분한다. 첫째는 정당과 가까운 정치적 재단이다. 독일 기민당의 ‘아덴아우어 재단’을 예로 들 수 있다. 둘째는 교회기구로서 가톨릭교회의 Misereor와 기독교의 ‘세계에 빵을’를 들 수 있다. 셋째는 정치와 종교에서 비교적 독립적인 자유단체로서 ‘독일세계기아원조’, ‘아동긴급원조’, ‘인간의 지구’ 등이 있다.

## 독일의 NGO 단체들

### BUND

#### 소개
1975년 환경단체로 설립된 BUND는 2000년 25주년 기념일에 회원수가 365,000명에 이르렀고, 환경문제에 관심이 있는 시민으로부터 가장 많은 기부금을 받는 독일 최대의 환경 NGO로 성장하게 되었다. BUND는 지역적, 전국적, 국제적 차원에서 수많은 시위와 캠페인을 통해 자연습지를 보호하였으며, 원자력발전을 저지하고 친환경적이고 건강에 무해한 식품이 유통되도록 압력을 가했다. 1978년에는 독일 최초로 태양열 전동차를, 1979년에는 태양열 모터보트를 선보였다. 최근 BUND의 성과로는 정부가 계획한 베를린과 함부르크간의 자기부상열차운행이 환경파괴를 가져온다며 시행되지 못하도록 하였다.

#### 정체성
독일지역을 비롯하여 유럽 및 지구적 환경문제를 효율적으로 관리해온 환경 NGO로서 BUND의 정체성은 정관에 규정된 4가지 목적에 기초하고 있다.
첫째. 국토와 자연이 개발을 목적으로 평가될 때 개발이 생태학적으로 어떤 결과를 가져오는가에 대한 통찰력이 그 평가에 반영되도록 한다.

둘째. 환경오염에 대한 경각심을 여론화한다.

셋째. 자연환경과 생명의 보호를 효과적으로 관철시킨다. 

넷째. 환경오염과 건강상의 피해는 생산품, 서비스, 인간의 행동방식으로 야기되는데 이에 관해 소비자에게 계몽하고 조언한다.

#### 조직망
각 주에 하나씩 총 16개의 하위조직으로 ‘주별 단체’가 있다. 회비의 70%가 이들 하위조직으로 유입되고 있는데, 그들은 약 2,000여개의 점조직이 독일전역에서 활동할 수 있도록 관리한다. 또한 정부로부터 보조금을 받아 사업을 수행하고 있다. ‘연방자연보호청’은 2003년 BUND가 유럽연합 화학제품정책의 개혁을 위해 추진했던 ‘공평한 이웃’이라는 사업을 지원하였다. 1984년부터 'BUNDJugend'라는 조직을 통해 청소년의 자발적 환경을 유도하고, 해외로는 ‘Friends of Earth'와 협력하고 있다.

### Misereor

#### 소개
1958년 설립. Misereor의 원조활동은 자연법과 신학에 기초한 보편적 인간의 존엄성과 이웃사랑에 근거지워져있다. 비록 가톨릭교회에 기반을 두고 있지만 기구의 원조활동은 인종, 성별, 종교, 국적과 관계없이 빈곤하고 소외되고 고통받는 사람을 향해있다. 이를 위해 Misereor는 독일 내에서 모금활동을 한다.
독일시민들의 기부금을 바탕으로 어려움에 처한 전 세계 모든 사람들에게 원조활동을 하는 것이다. 또한 Misereor는 가톨릭교회의 ‘사회교리’에 따라 원조 및 개발활동을 축척된 경험을 지속적으로 아시아, 아프리카, 라틴아메리카의 개도국에게 제공하고, 독일정부가 개도국을 위한 개발원조정책을 올바르게 수립 할 수 있도록 조언하며 국가와 협력하는 것을 사회와 국가에 대한 의무로 인식하고 있다. 독일정부도 Misereor에 보조금을 지급하며 개도국의 개발정책을 수행하고 있다.노이어 노이어

#### 목표
Misereor이 추구하는 목표는 다음과 같다.
‘Misereor는 아시아, 아프리카, 라틴아메리카에서 목격되는 기아, 질병, 빈곤 등 인간적 고난과 불행을 경감시키도록 노력함으로써, 도움을 받는 사람들이 인간의 고귀함 안에서 삶을 영위할 수 있도록 도울 수 있어야하며, 이를 통해 세계의 정의, 자유, 용서, 평화를 촉진하는데 기여해야한다. 기구의 원조는 도움을 받는 이들의 자생력을 길러주어야 하고 장기적으로 삶의 기초를 개선할 수 있어야한다. 기구의 원조는 인종, 성별, 종교, 국적과 관계없이 원조가 도달 할 수 있는 모든 곳에서 어려움에 처한 모든 사람들에게 제공한다는 것을 원칙으로 한다.’

#### 지원사업
통계에 따르면 Misereor는 1958년부터 2003년까지 아시아, 아프리카, 라틴아메리카에서 약 85,000개의 사업을 수행하며 80억 마르크를 원조했다. Misereor는 철저한 계획수립, 문제해결전략, 사전답사를 바탕으로 환경을 보존하는 농지개발사업, 아동보호에 관한 사업, 의료사업, 교육사업, 주거지, 식수, 에너지 구축사업, 난민보호사업, 에이즈, 지뢰, 아동매춘 방지를 위한 캠페인 등의 사업을 수행해 온 것이다. 2003년 회계기준으로 대부분 독일시민들의 기부금과 국가보조금으로 구성된 수입은 약 1억5천 유로였다. 이중에서 1억3천 유로인 84%가 위와 같은 개도국의 개발 및 원조사업을 수행하는데 지출되었다.

### WEED

#### 소개
1990년 NGO로 선립된 이후 15년간 인터넷 신문을 통해 독일과 국제적 남·북 및 환경정책에 관해 의견을 개진하며 지구화에 대한 비판적인 사회공감대를 형성해왔다. 시민들은 WEED가 제공한 정보와 분석을 통하여 지구적 문제에 비판적으로 접근할 수 있었던 것이다. 특히 지구화가 가져온 위기에 직면하여 WEED가 펼치고 있는 로비와 캠페인, 계몽과 연대는 지구적 문제에 접근하는 효과적인 방법으로 평가받고 있다.

#### 목표
WEED의 목표는 독일시민이 국제적 문제를 이해할 때 그 문제에는 지구적 상호의존성이 내제되어있는 사실을 인식하도록 계몽하는데 있다.
‘정관 제 2조 단체의 목적: (1) 단체의 역할은 독일시민의 국제적 의식과 빈곤국·선진국간의 상호이해를 점진적으로 촉진하는데 있다. 3세계의 민족들과의 연대를 시작하고 촉진시키며 지원하며, 모든 종류의 선입견, 인종차별, 인권침해, 식민제국주의를 거부한다. 특히 하나의 공감대가 사회적으로 형성되도록 노력한다. 독일시민이 개발, 환경, 평화 등의 국제적 문제가 세계 경제적 맥락과 지구적 차원에서 상호적으로 결합되어 있다는 사실을 인식하도록 하는 것이다.’

#### 활동
1차적으로 독일시민을 대상으로 개발, 환경, 평화와 관련하여 계몽 및 교육활동을 하고, 2차적으로 다음과 같은 활동을 병행한다. 첫째, 개발, 환경, 평화와 관련하여 올바른 정보와 전문성을 소유하기 위해 학문적 연구를 진행시킨다. 둘째, 국제적 교류 및 정보네트워크를 구축하며, 국내와 해외의 개발·환경·평화전책에 올바른 방향을 제시한다. 특히 아프리카, 아시아, 남미의 국가와 긴밀한 관계를 유지한다. 셋째, 독일을 무대로 개발, 환경, 평화의 분야에서 활동하는 공익적 NGO와 연대하며 돕는다. 이러한 활동은 대부분 회원들이 납부하는 회비와 기부금으로 운영된다.